# Eparchie Sint Vladimir de Grote in Parijs
De eparchie Sint Vladimir de Grote in Parijs (Latijn: Eparchia Sancti Vladimiri Magni in urbe Parisiensi pro Ucrainis ritus Byzantini) is een Oekraïense Grieks-katholieke eparchie met als zetel Parijs, in Frankrijk. De eparchie beslaat Frankrijk, Zwitserland, Nederland, België, en Luxemburg. De eparchie valt direct onder de grootaartsbisschop van de Oekraïense Grieks-katholieke Kerk, terwijl het geen deel uitmaakt van diens kerkprovincie.

## Geschiedenis
De eparchie werd opgericht op 22 juli 1960, als het apostolisch exarchaat Frankrijk. Op 19 januari 2013 werd het verheven tot eparchie, met de naam eparchie Sint Vladimir de Grote in Parijs. 

## Parochies
In 2022 telde de eparchie 15 parochies, met 26.000 gelovigen, die werden bediend door 27 priesters, waaronder 2 paters. 
In België is er een parochiegemeenschap in Antwerpen. In Nederland zijn er parochiegemeenschappen in Alkmaar, Den Haag, Eindhoven, Groningen en Utrecht.

## Ordinarii

### Apostolisch exarchen
- Volodymyr Malanczuk (22 juli 1960 - 27 november 1982)
- Michael Hrynchyshyn (27 november 1982 - 21 juli 2012)

### Bisschoppen
- Borys Andrij Gudziak (21 juli 2012 - 18 februari 2019)
  - Hlib Lonchyna (apostolisch administrator: 18 februari 2019 - heden)

## Galerij van afbeeldingen

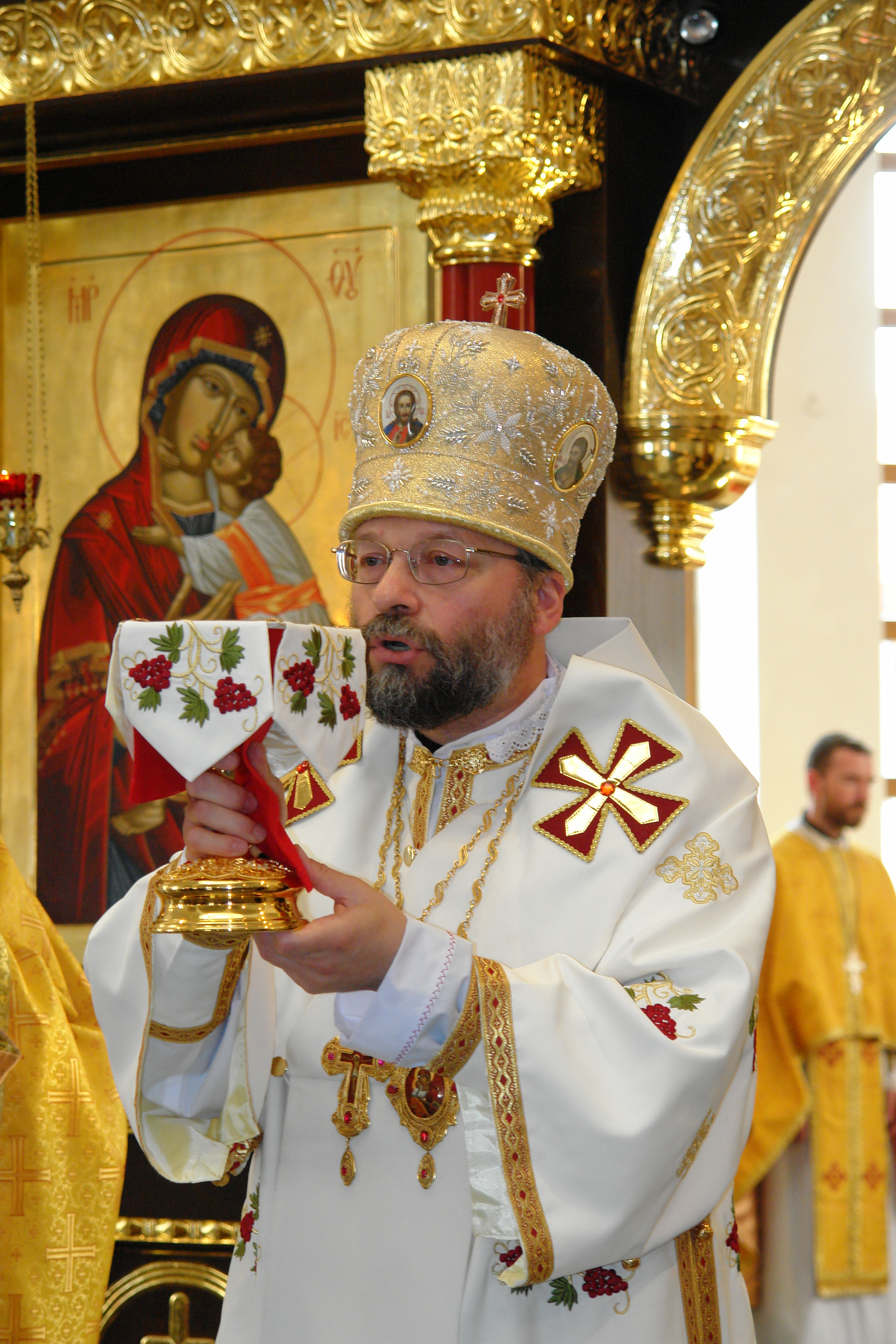
Apostolisch administrator Hlib Lonchyna (2019-heden)
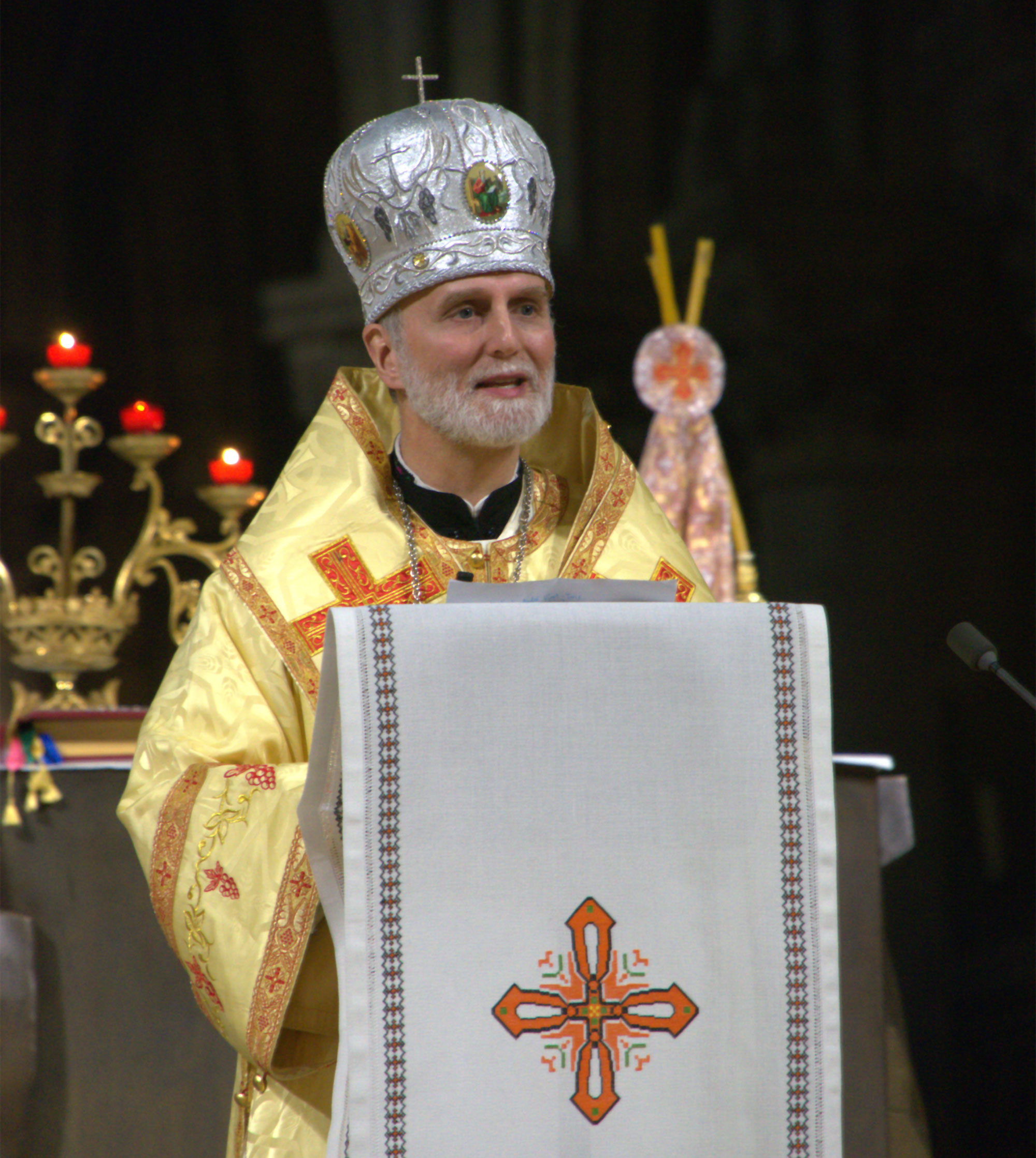
Bisschop Borys Andrij Gudziak (2012-2019)
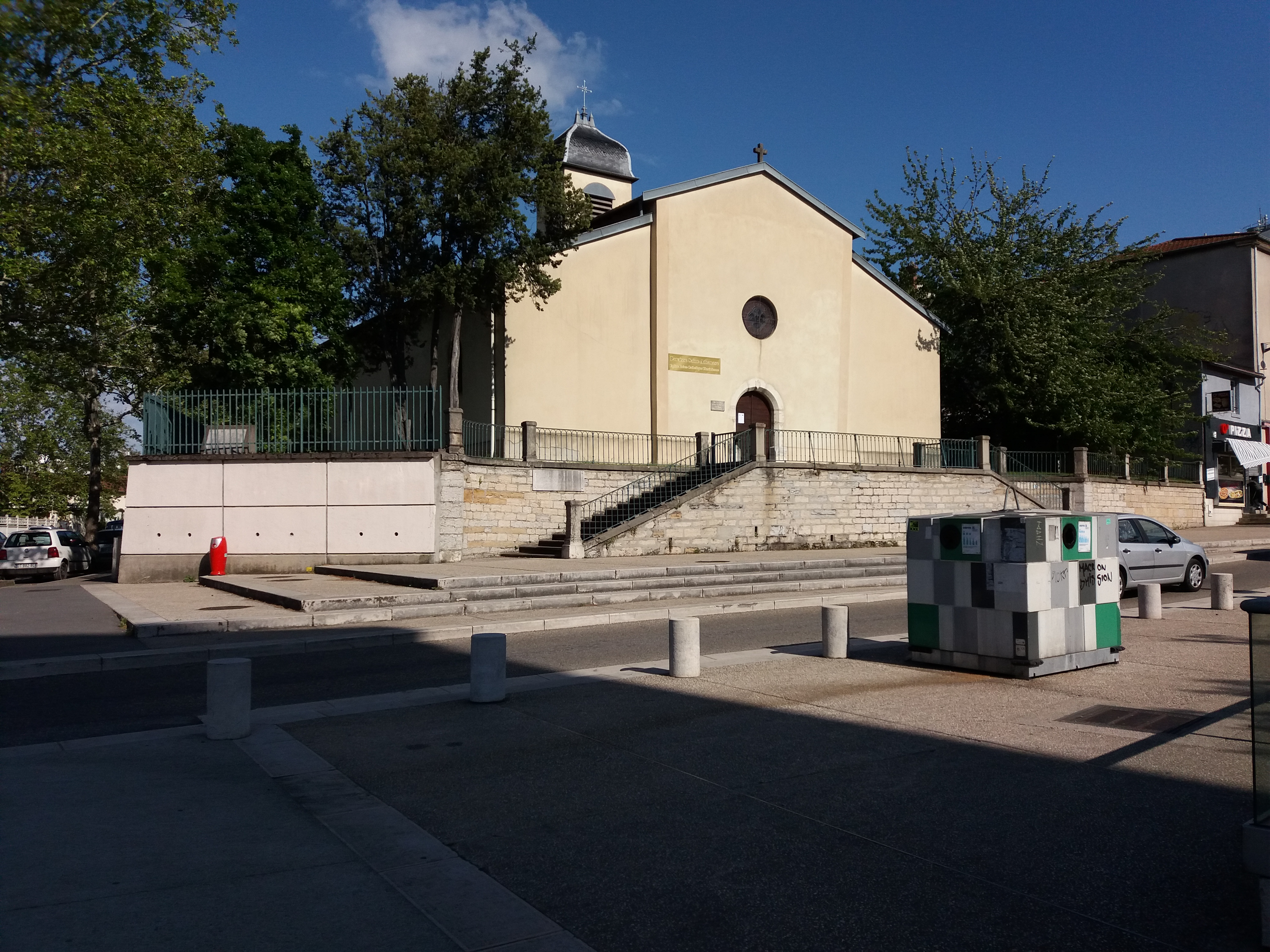
Sint-Athanasekerk in Villeurbanne
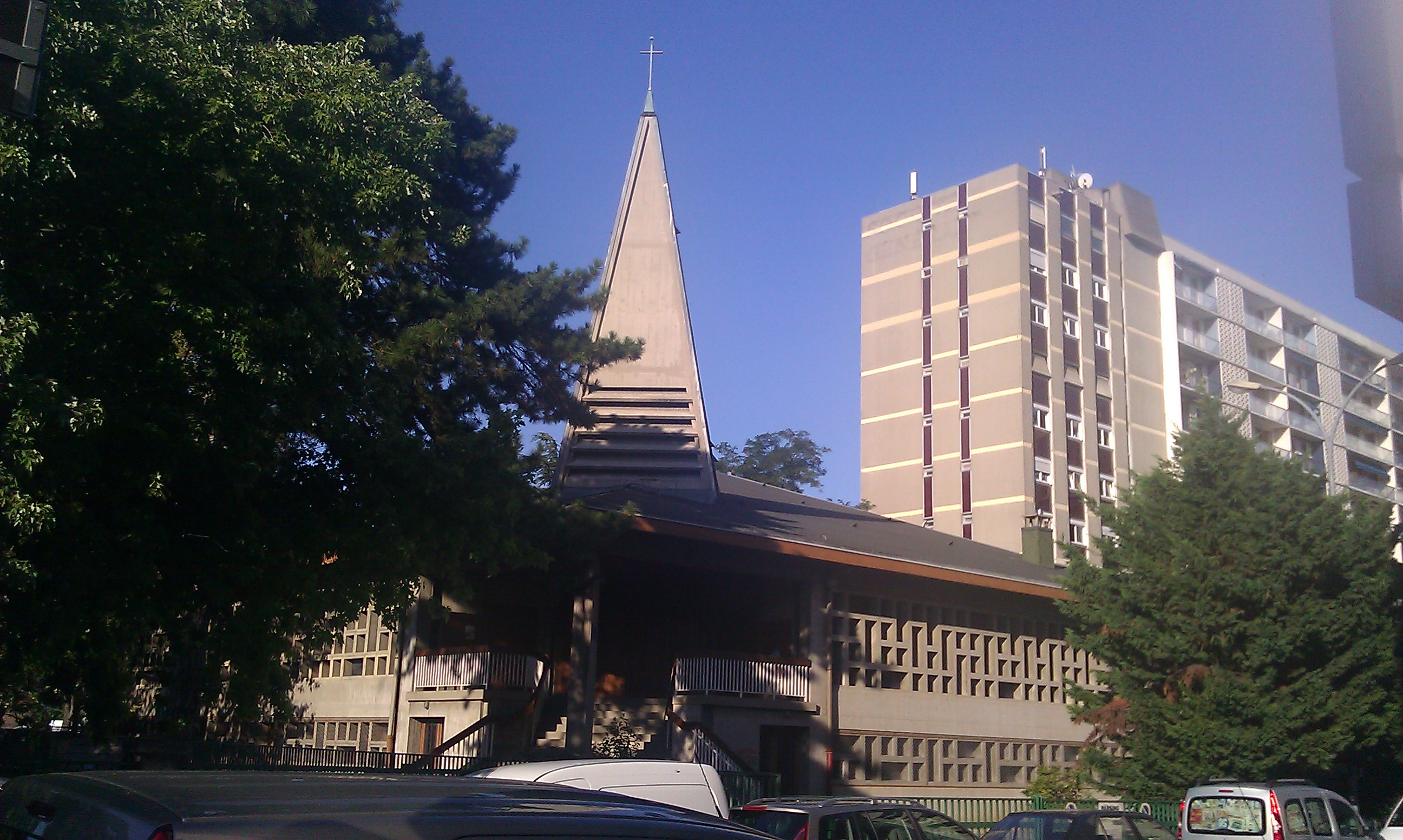
Sint-Julienkerk in Villeurbanne